# Otto Quelle
Otto Friedrich Julius Rudolf Quelle (* 23. Oktober 1879 in Nordhausen am Harz; † 19. Dezember 1959 in Berlin) war ein deutscher Geograph.

## Leben
Otto Quelle besuchte bis 1902 das Nordhäuser Gymnasium, studierte an den Universitäten in Göttingen und Berlin die Fächer Geographie und Naturwissenschaften. Schon während dieser Studienzeit unternahm er längere Forschungsreisen, 1904 eine in die Vereinigten Staaten und nach Mexiko sowie 1905 und 1906 nach Süd-Spanien.
Im Jahre 1908 promovierte Quelle „Beiträge zur Kenntnis der spanischen Sierra Nevada“ an der Friedrich-Wilhelms-Universität zum Dr. phil. Anschließend war er fast zweieinhalb Jahre als Assistent am Geographischen Institut der Berliner Universität tätig. Nach kurzer Beschäftigung an der Geographischen Anstalt in Gotha ging er im April 1911 nach Bonn und habilitierte sich 1912 mit der Schrift „Beiträge zur Landeskunde von Ostgranada“ bei dem Geographen Alfred Philippson an der dortigen Universität im Fach Geographie. Gegenstand seiner Probevorlesung im Rahmen dieses Habilitationsverfahrens war „Die Straße von Gibraltar“ und die Antrittsvorlesung zum Erhalt seiner Lehrbefugnis an der Bonner Universität fand am 23. Oktober 1912 – an seinem 33. Geburtstag – zu dem Thema „Die Ergebnisse der Erforschung des Tienschan“ statt.
1913 wechselte er nach Hamburg und begründete dort die Zentralstelle für alle Wissensgebiete über Mittel- und Südamerika. Im Mai 1917 ging Quelle für knapp ein Jahr an die Universität Königsberg.
Von 1918 an lehrte Quelle wieder an der Universität Bonn, zunächst als außerordentlicher Professor. 1920 wurde er an der Bonner Universität zum ordentlichen Professor ernannt. Otto Quelle war im Jahre 1924 Mitbegründer des Iberoamerikanischen Forschungsinstitutes in Bonn.
Im Sommersemester 1927 unternahm Quelle eine ausgedehnte Reise nach Brasilien, die sein wissenschaftliches Ansehen soweit steigerte, dass man ihn schließlich in die seit 1927 in Berlin verfolgten Pläne zur Gründung des Ibero-Amerikanischen Instituts in Berlin einbezog.
Das Ibero-Amerikanische Institut in Berlin wurde im Januar 1930 gegründet und Quelle am 1. Oktober 1930 zum ordentlichen Professor an der Technischen Hochschule, der heutigen Technischen Universität, Berlin berufen. Er trat zwar zum 1. April 1933 der NSDAP bei, aber seine Aufnahme wurde 1940 wegen Logenzugehörigkeit für nichtig erklärt. Bis 1955 lehrte Otto Quelle in Berlin: von 1930 bis 1940 an der Technischen Hochschule, von 1940 bis 1945 an der Friedrich-Wilhelms-Universität, ab dem Wintersemester 1949/50 zunächst als Lehrbeauftragter und schließlich ab April 1951 als Honorarprofessor an der Freien Universität Berlin.

## Familie
Der Vater Ferdinand Quelle war Brennereibesitzer und Großkaufmann in Nordhausen. Seine Mutter Ottilie Quelle, geb. Eberhardt, verstarb 1906. Otto Quelle war das dritte von insgesamt acht Kindern. 1908 ehelichte er Sofie Fischer. Aus diese Ehe gingen drei Kinder hervor.

## Auszeichnungen
- Carl-Ritter-Medaille (1954)
- Großes Bundesverdienstkreuz (1956)

## Werke
Otto Quelle war Herausgeber der 1924 gegründeten vierteljährlich erscheinenden Zeitschrift Ibero-Amerikanisches Archiv und von 1930 an Schriftleiter und Referent am Iberoamerikanischen Institut in Berlin.
- Beiträge zur Landeskunde von Ostgranada. (1914)
- Verzeichnis wissenschaftlicher Einrichtungen, Zeitschriften und Bibliographien der ibero-amerikanischen Kulturwelt. (1916)
- Wilhelm von Humboldt und seine Beziehungen zur spanischen Kulturwelt. (1935)
- Geschichte Amerikas außer Kanada. (1942)